# Hamadryas (Lepidoptera)

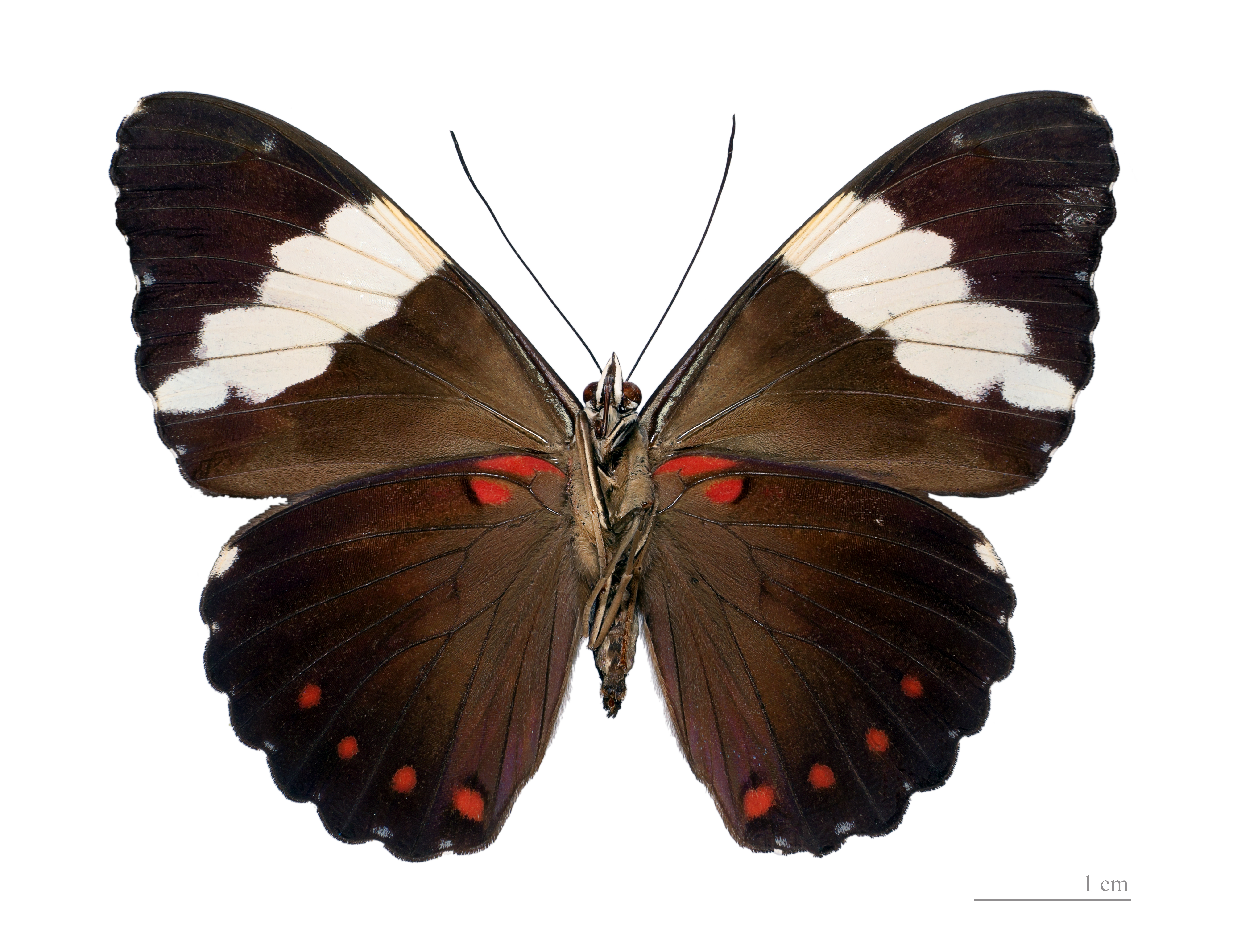
Hamadryas arinome.

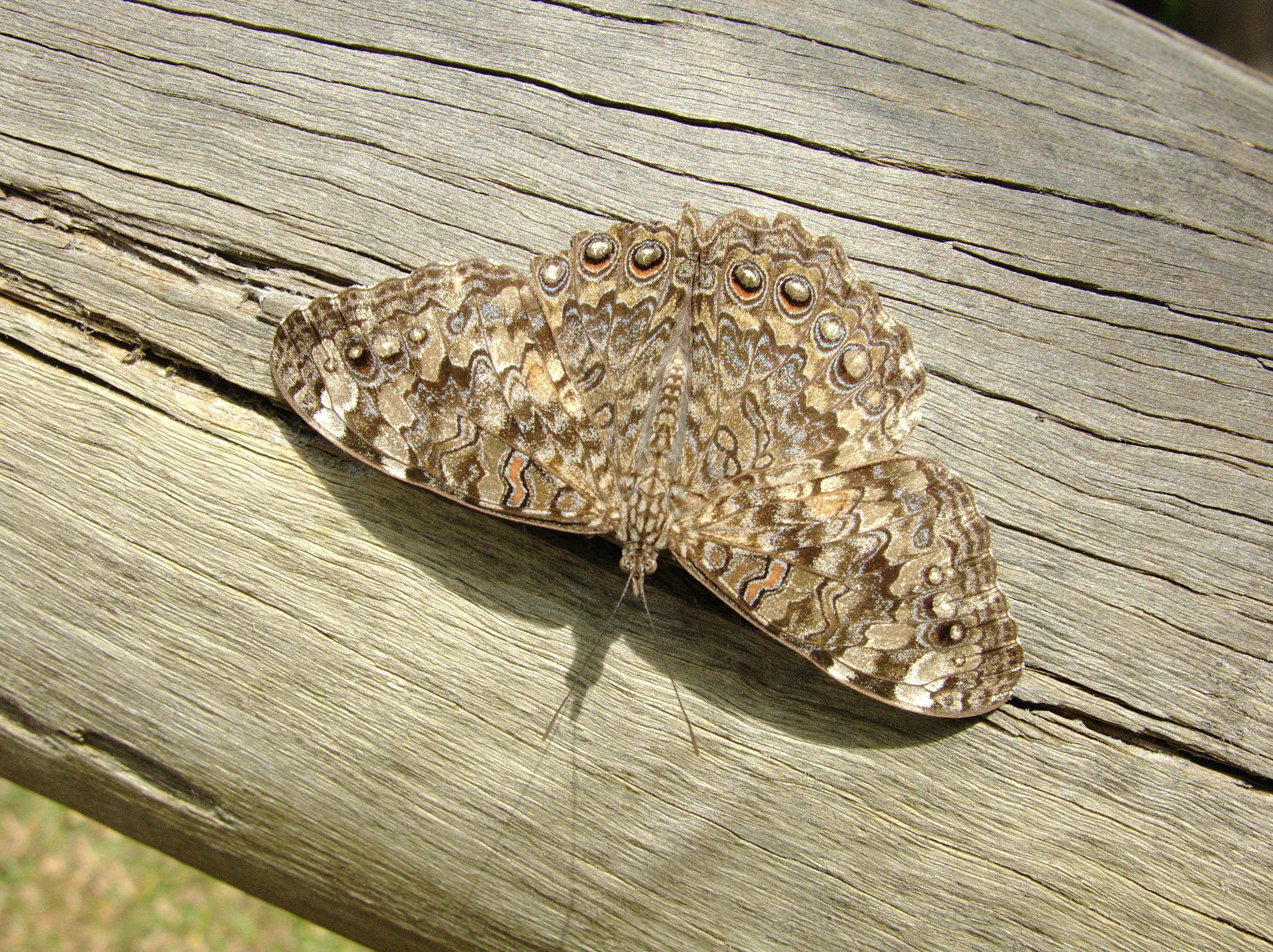
Hamadryas februa.

Hamadryas es un género que incluye alrededor de 20 especies de lepidópteros ditrisios de la familia Nymphalidae. Es un grupo endémico del continente americano. Su distribución va desde Norteamérica hasta y Sudamérica. Alrededor de 10 especies son sudamericanas y las otras diez se distribuyen en Norte y Centroamérica.
Tienen colores crípticos, y suelen posarse sobre los troncos con las alas extendidas y la cabeza hacia abajo. Su característica más destacable es el sonido emitido por los machos para demarcar su territorio.
El nombre vulgar que recibe en Argentina y Paraguay (pororó) es un vocablo guaraní que precisamente hace referencia a ese sonido que emiten. En América Central se les conoce también como mariposas tronadoras. El trabajo más completo sobre su ecología y comportamiento es el de Monge-Nájera et al. (1998).

## Historia natural
Casi todas las especies del género son bastante crípticas en su coloración dorsal y pasan la mayor parte del día posadas en árboles, rocas y otras superficies de color similar al de sus alas. No existen revisiones recientes sobre su taxonomía, por lo que es necesario usar la guía de D.W. Jenkins (1983)para su identificación. 
Los machos establecen y defienden territorios en los árboles. En la elección de los árboles, poco tienen que ver la presencia de la alimento, la posición de los árboles a lo largo de las rutas de vuelo, el tamaño del árbol, la textura de la corteza o la presencia de líquenes. Cada especie tiene un ámbito de altura para posarse, y usan menos el lado norte de los árboles así como el lado expuesto a la luz directa del sol (en los días calurosos). Todas las especies se posan con la cabeza hacia abajo y los machos a menudo vuelan hacia otras mariposas.
Cada macho usa como territorio hasta cuatro árboles diarios, sin diferencia entre estaciones, y cada árbol es utilizado en promedio por 1,5 mariposas. La mayoría de las interacciones se producen desde las 13:00 hasta las 15:00 horas y son más frecuentes en la temporada de lluvias. Por la noche, los machos comparten una rama para descansar. Por lo menos siete lugares han sido propuestos para el mecanismo sonoro de las Hamadryas. Experimentos y microscopía electrónica de barrido sugieren que ambos sexos emiten sonido y que el aparato de sonido, ubicado en las alas anteriores, es de percusión, no de raspado. Al final del ciclo de giro del ala hacia arriba, venas especializadas colisionan a una velocidad aproximada de 1420 mm / s, produciendo el sonido. La frecuencia de vuelo de  sus alas es 20-29 Hz. Los clics duran 1,38 ms con intervalos de 43,74 ms entre ellos y el componente de frecuencias se concentra en torno a 2,4 kHz, lo que coincide con la capacidad auditiva de las Hamadryas y las condiciones acústicas del hábitat.
La vena agrandada está presente exclusivamente en Hamadryas; tiene una estructura interna en forma de serpentina y probablemente actúa como caja de resonancia. El crecimiento del aparato de sonido no va más allá debido a su efecto sobre la capacidad de vuelo, características fisiológicas y razones ecológicas. Sin embargo, esta explicación del mecanismo de sonido ha sido cuestionada sobre la base de observaciones anecdóticas. Todas las Hamadryas tienen una membrana en forma de cúpula, que actúa como oído. Un segundo oído más pequeño, con cuatro cámaras, posiblemente detecta murciélagos depredadores. La investigación también ha demostrado que estas mariposas  también puede detectar los sonidos hechos por otras mariposas, una forma de comunicación sonora. El órgano de la audición se cree, según propuso el investigador venezolano Luis Daniel Otero, que es el órgano de Vogel, situado en la base del ala.
Más de 50 especies de lepidópteros (11 familias) emiten sonido audible para los seres humanos, entre ellas, las 'Hamadryas, que emiten clics audibles cuando se acercan posibles depredadores, y también para defender sus territorios de otras Hamadryas, y al menos en una especie usa el sonido también durante el cortejo.

## Especies
- Hamadryas albicornis (Staudinger, 1885)
- Hamadryas alicia (Bates, 1865)
- Hamadryas amphichloe (Boisduval, 1870)
- Hamadryas amphinome (Linnaeus, 1767)
- Hamadryas arete (Doubleday, 1847)
- Hamadryas arinome (Lucas, 1853)
- Hamadryas atlantis (Bates, 1864)
- Hamadryas belladonna (Bates, 1865)
- Hamadryas chloe (Stoll, 1787)
- Hamadryas epinome (Felder & Felder, 1867)
- Hamadryas februa (Hübner, 1823)
- Hamadryas feronia (Linnaeus, 1758)
- Hamadryas fornax (Hübner, 1823)
- Hamadryas glauconome (Bates, 1864)
  - Hamadryas glauconome grisea
- Hamadryas guatemalena (Bates, 1864)
- Hamadryas honorina (Fruhstorfer, 1916)
- Hamadryas iphthime (Bates, 1864)
- Hamadryas laodamia (Cramer, 1777)
- Hamadryas velutina (Bates, 1865)

## Enlaces
- Sitio web sobre "Hamadryas" por J. Monge-Najera (Universidad de Costa Rica)
- Especies y sinonimias
- Fotografía de la mariposa en unas ruinas
- Tabla de especies por Markku Savela
- Fotografía

- Datos: Q841027
- Multimedia: Hamadryas (Nymphalidae) / Q841027
- Especies: Hamadryas (Nymphalidae)